# Svensk Kooperation
| Svensk Kooperation                                  |
| --------------------------------------------------- |
| Grundare: Fremia, KF, LRF och HSB Grundades år 2017 |

Svensk Kooperation är opinionsbildare för den kooperativa och ömsesidiga företagsformen. Svensk Kooperation bidrar med kunskap om kooperationen, påverkar och driver opinion i frågor som rör de kooperativa och ömsesidiga företagens villkor och potential. 
Organisationen bildades år 2017 och är partipolitiskt och religiöst obunden, Initiativtagare till organisationen är LRF, KF, HSB, och arbetsgivarföreningen Fremia. 